# 아사쿠라촌 (시마네현)
아사쿠라촌(朝倉村)은 일본 시마네현 가노아시군에 설치되었던 촌이다. 현재의 요시카정의 일부에 해당한다.